# 余远牧
余远牧（1949年6月—），男，汉族，江西金溪人，中华人民共和国政治人物，曾任重庆市人民政府副市长，重庆市人大常委会副主任。